# L’Arboç
L’Arboç (auch L’Arboç del Penedès; spanisch Arbós) ist eine Gemeinde (municipi) mit 5.758 Einwohnern (Stand: 2024) in der Provinz Tarragona in der Autonomen Gemeinschaft Katalonien im Nordosten Spaniens.

## Geographische Lage
L’Arboç liegt zwischen Barcelona (5 km in ostnordöstlicher Richtung entfernt) und Tarragona (45 km in westsüdwestlicher Richtung entfernt) in einer Höhe von ca. 170 m.

## Bevölkerungsentwicklung
| Jahr      | 1970 | 1981 | 1991 | 2001 | 2011 | 2021 |
| Einwohner | 2361 | 3977 | 3546 | 3663 | 5548 | 5625 |

## Sehenswürdigkeiten
- Julianuskirche (Església de Sant Julià)
- Antoniuskapelle
- Krankenhaus zum Heiligen Antonius von 1913
- Nachbau des Großen Glockenturms von Sevilla (La Giralda)

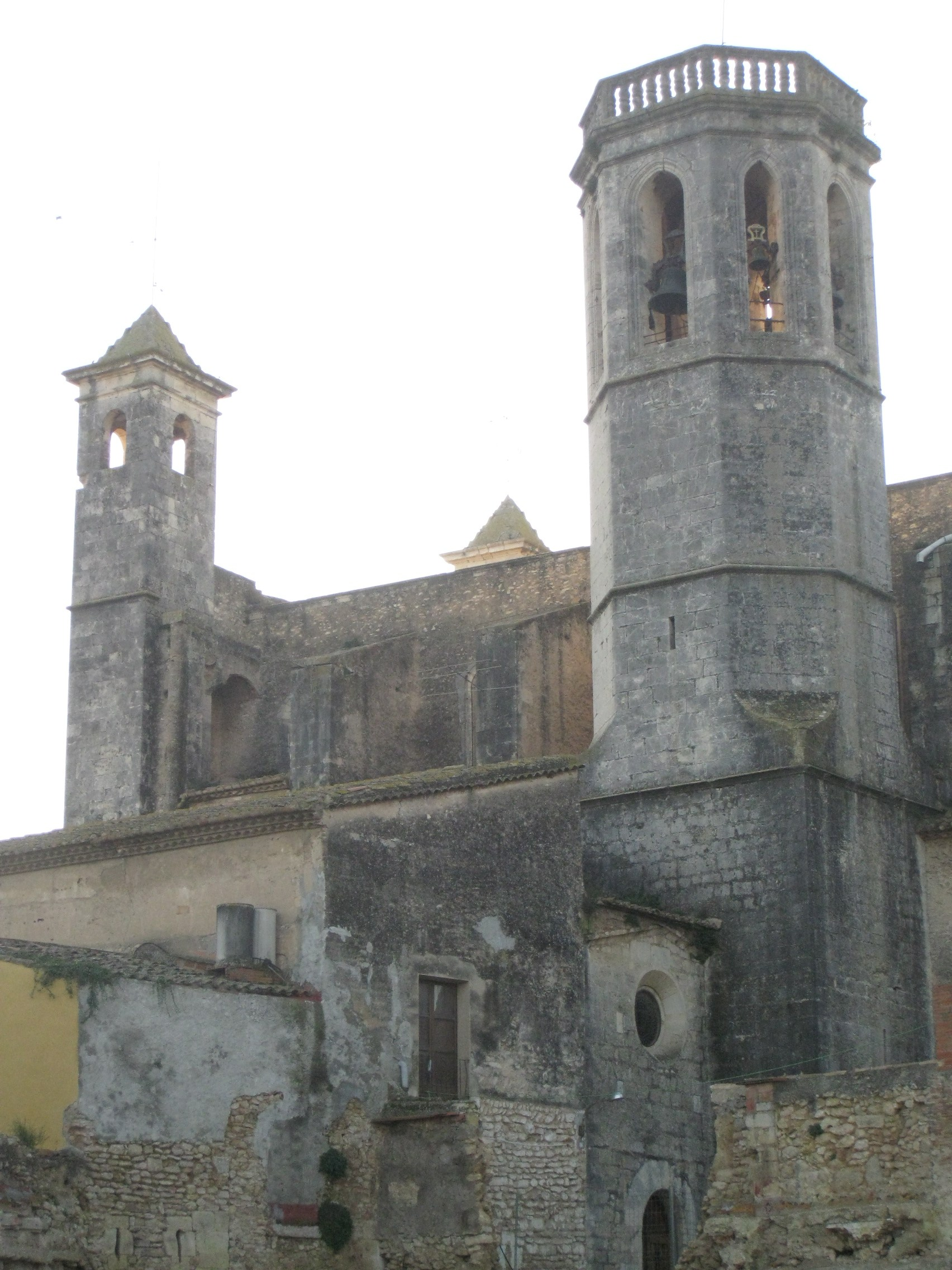
Julianuskirche
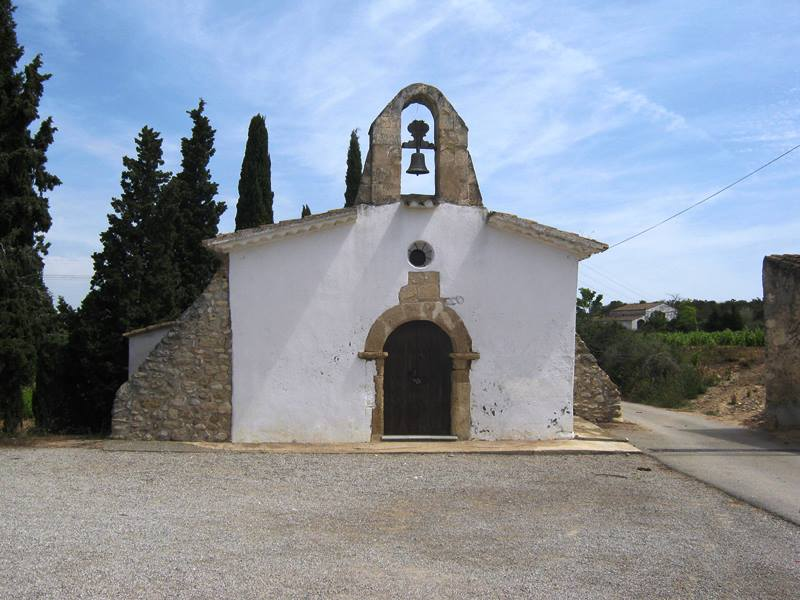
Antoniuskapelle
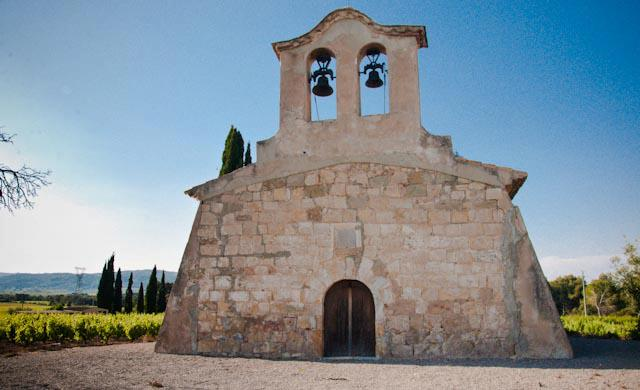
Kapelle
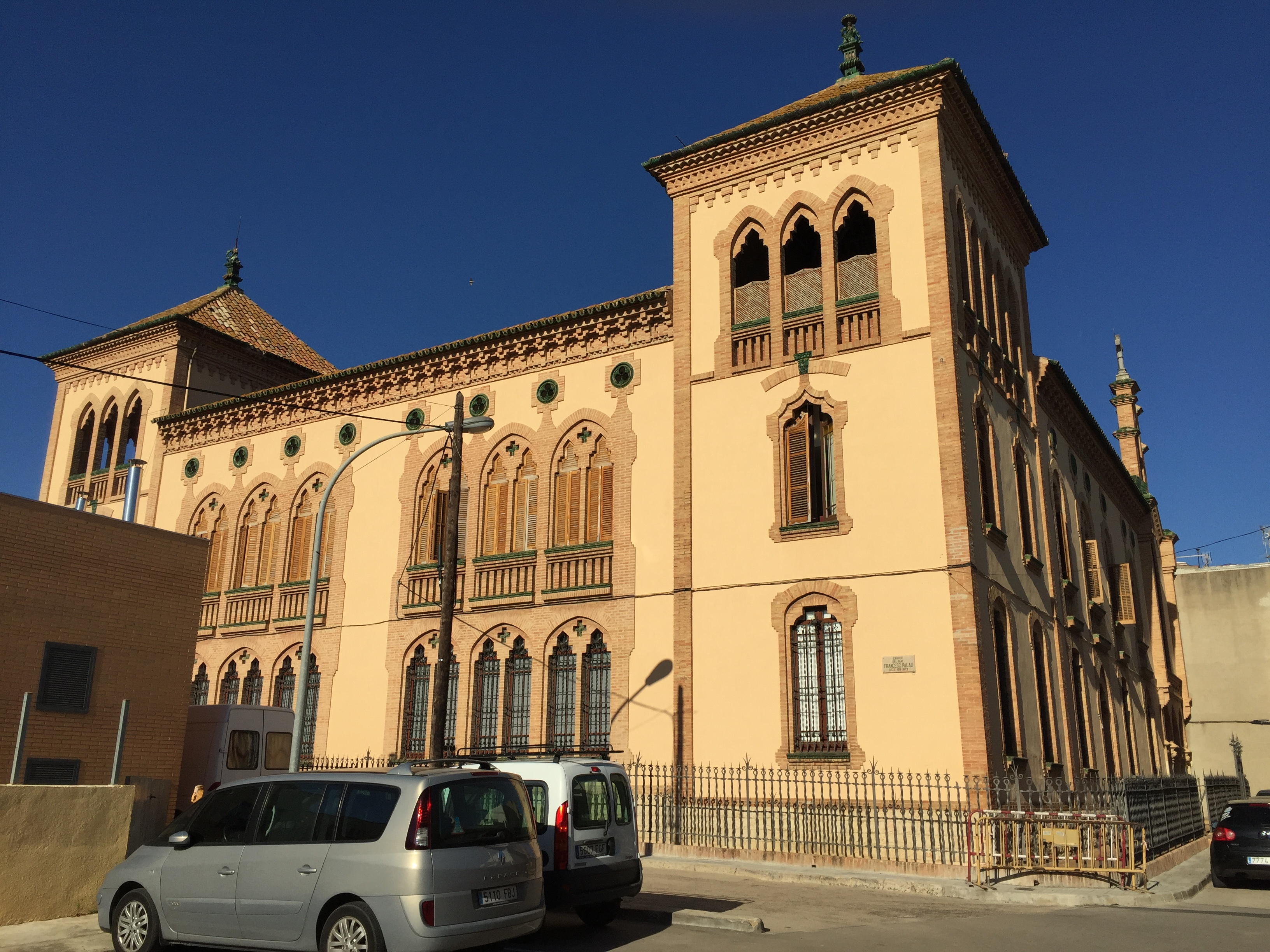
Antoniushospital
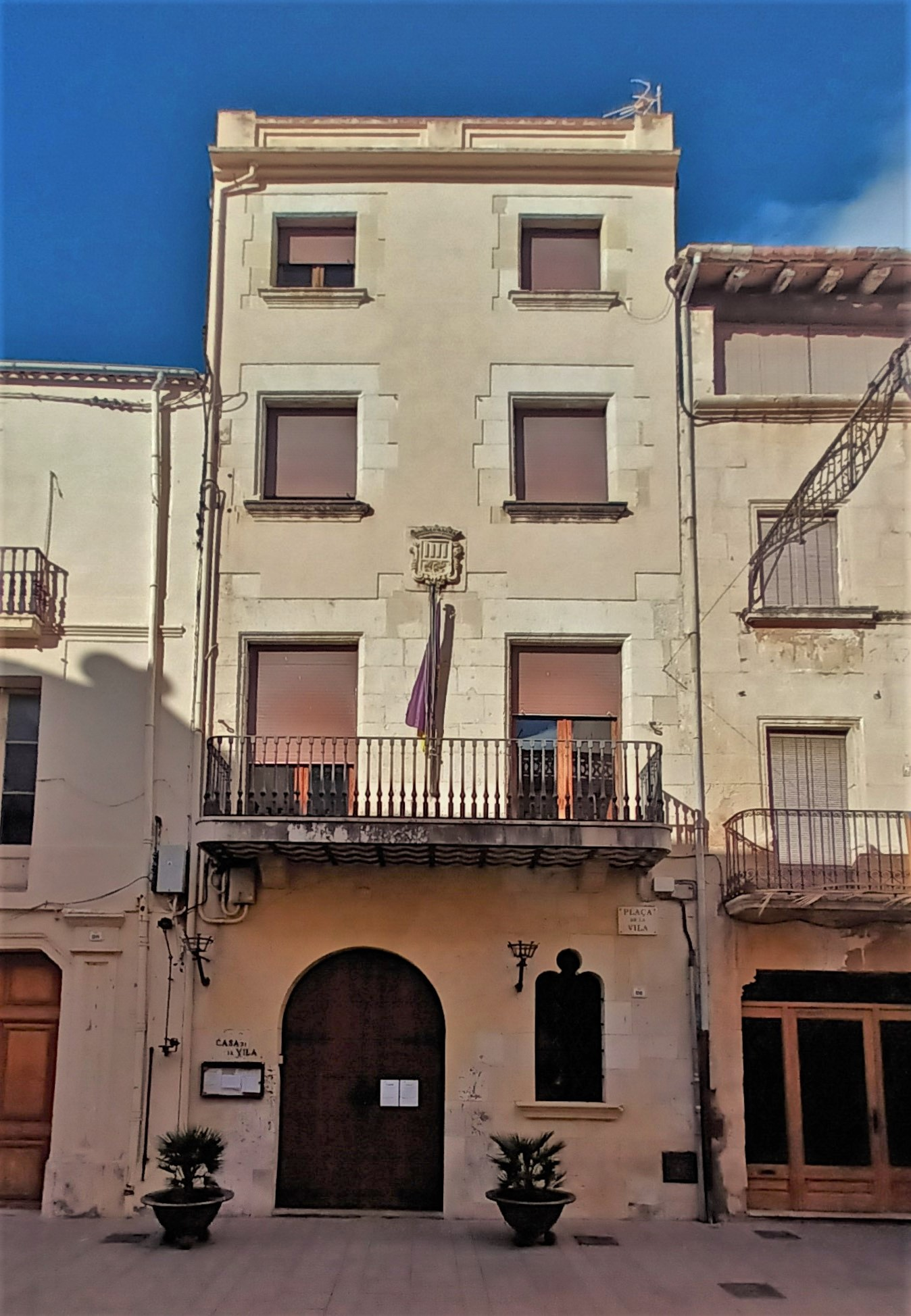
Rathaus
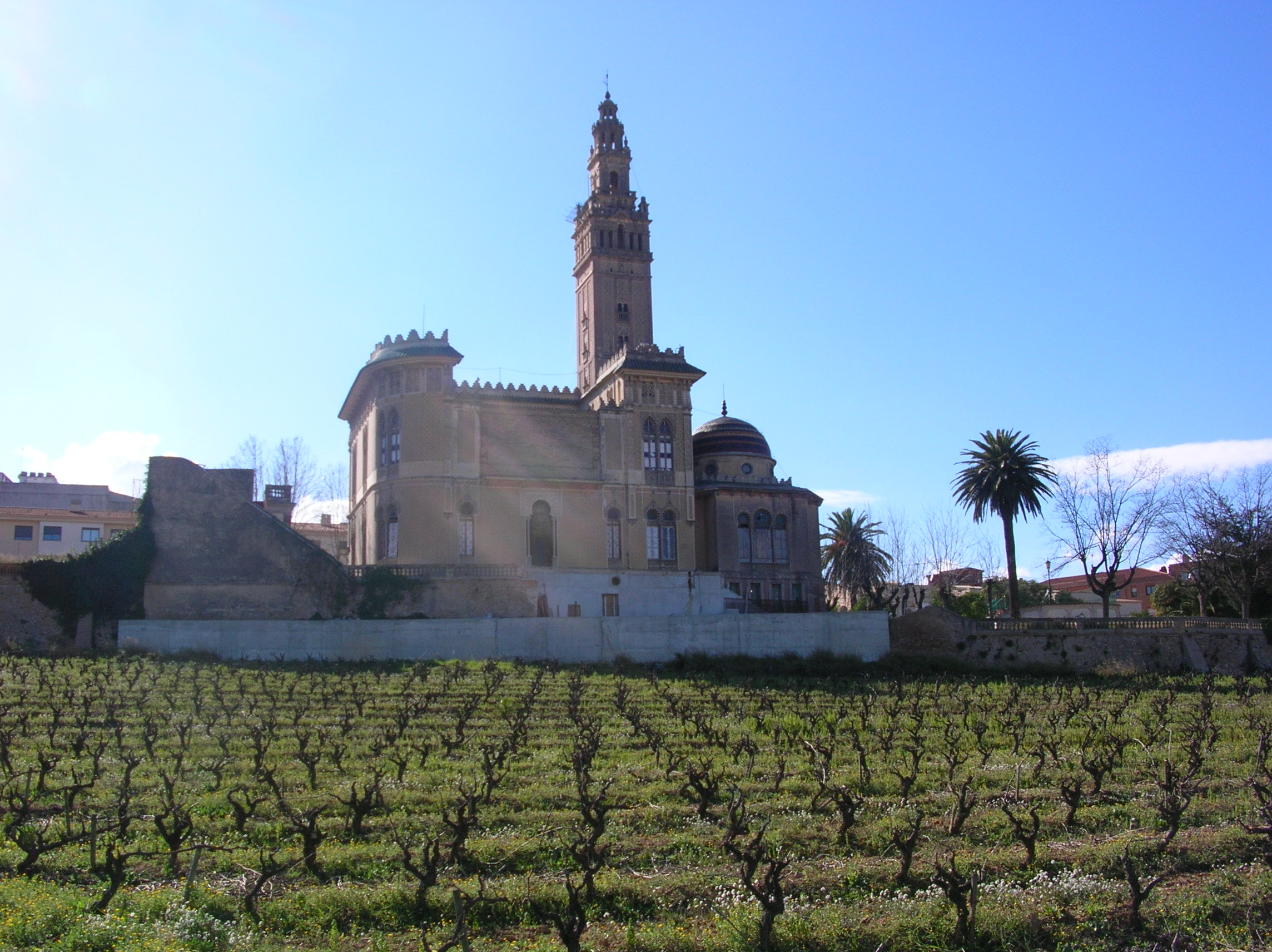
La Giralda

## Persönlichkeiten
- Guillem de Masdovelles (Lebensdaten im 14./15. Jahrhundert), Troubadour
- Salvador Sadurní (* 1941), Fußballspieler (Torwart)
- Joan Tuset (* 1957), Maler und Bildhauer